# Лопар (община Копер)
Вижте пояснителната страница за други значения на Лопар.
Лопар (на словенски: Lopar) е село в Словения, Обално-крашки регион, община Копер. Според Националната статистическа служба на Република Словения през 2002 г. селото има 85 жители.